# Mohammed esh-Sheikh es-Seghir
Mohammed esh-Sheikh es-Seghir, död 1655, var regerande sultan av Marocko mellan 1636 och 1655. Han tillhörde saadiernas dynasti.